# Clairton
Clairton ist eine Stadt im Allegheny County im US-Bundesstaat Pennsylvania. Das U.S. Census Bureau hat bei der Volkszählung 2020 eine Einwohnerzahl von 6.181 auf einer Fläche von 7,8 km² ermittelt. Sie ist Teil der Metropolregion Pittsburgh. Es ist die Heimat von Clairton Works, der größten Koksfabrik in den Vereinigten Staaten.

## Geschichte
Clairton entstand kurz nach der Wende zum 20. Jahrhundert, als die Crucible Steel Company ein großes Gelände am Westufer des Monongahela River, etwa 21 km südlich von Pittsburgh, erwarb. Bald darauf baute die Carnegie Steel Company (später US Steel) ein integriertes Stahlwerk und eine Koksproduktionsanlage, die schließlich zu einer der größten der Welt wurde.
Der Standort verfügte über mehr als 1000 Acres (4,0 km²) ebenes Land, das sich für einen großen Industriekomplex eignete. Am 12. April 1903 wurde Clairton als Gemeinde gegründet, und am 1. Januar 1922 wurde Clairton zu einer Stadt dritter Klasse mit etwa 11.000 Einwohnern erklärt. Diese Eingliederung wurde durch die Industrie veranlasst, die von den drei Boroughs – Clairton, Wilson und North Clairton – besteuert wurde, die vor der Schaffung der Stadt Clairton separat bestanden.
Während der nächsten Jahrzehnte deuteten Wachstum und Fortschritt auf eine blühende Stadt hin. Mit der Expansion des Stahlwerks und der Koksproduktion wuchs auch die Bevölkerung von Clairton. Clairton entwickelte ein Eigenleben, einschließlich eines Geschäftsviertels und Bildungs-, Religions- und Kultureinrichtungen. Die Stadt erreichte ihren Höhepunkt in den späten 1950er Jahren und befindet sich seitdem im Niedergang. Clairton wurde 1988 vom Staat Pennsylvania zu einer finanziell notleidenden Gemeinde erklärt.

## Demografie
Nach einer Schätzung von 2019 leben in Clairton 5557 Menschen. Die Bevölkerung teilt sich im selben Jahr auf in 60,3 % Weiße, 37,8 % Afroamerikaner, 0,2 % Asiaten und 1,6 % mit zwei oder mehr Ethnizitäten. Hispanics oder Latinos aller Ethnien machten 1,5 % der Bevölkerung aus. Das mittlere Haushaltseinkommen lag bei 37.282 US-Dollar und die Armutsquote bei 22,5 %.

## Sonstiges
Der Film Die durch die Hölle gehen mit Robert De Niro und Christopher Walken spielt in Clairton, obwohl er nicht hier gedreht wurde.

## Söhne und Töchter der Stadt
- George Kosana (1935–2016), Schauspieler
- Claudine Schneider (* 1947), Politikerin
- Daven Holly (* 1982), American-Football-Spieler
- Tyler Boyd (* 1994), American-Football-Spieler